# 定覺
定覺（日語：じょうかく，生卒年不詳）是活動於日本鎌倉時代慶派的佛師。被認為是康庆的次男，如果這是正確的話，那也就是運慶的弟弟。其兒子或弟子是覺圓。

## 經歷

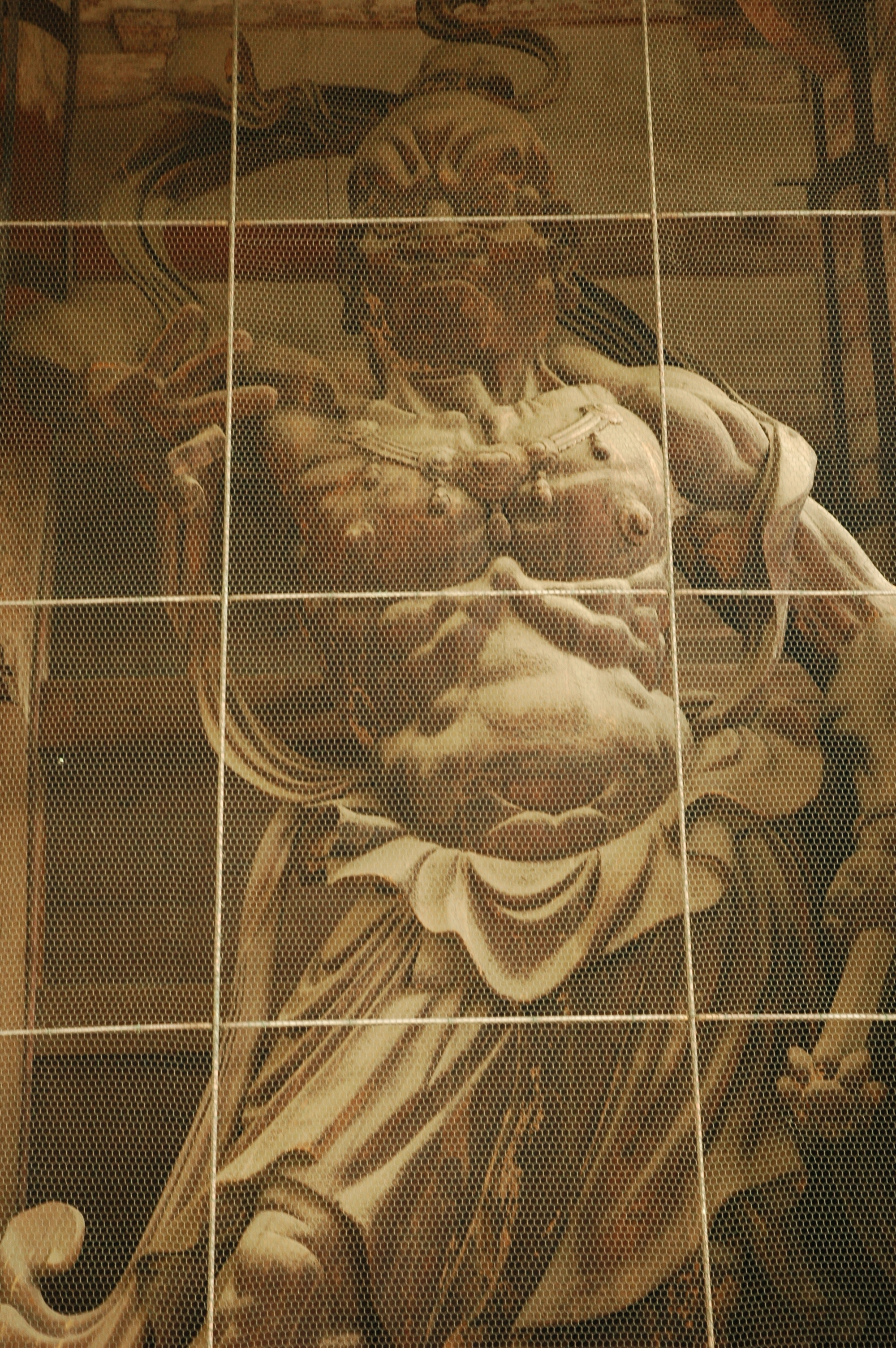
東大寺南大門金剛力士像中的吽形像

- 建久5年（1194年），與快慶一起雕刻东大寺中門的二天王像（持國天、多聞天，永祿10年（1567年）燒毀）。根據《東大寺續要錄》的紀載，定覺負責西邊的持國天像[1]。
- 建久6年（1195年），東大寺大佛殿供養之際，因為上述功績得到日本僧官中的法橋上人位。此外，根據《東大寺緣起繪詞》同時運慶也得到康慶轉讓的比法橋更高一階的法眼，快慶也將所收到的法橋封位轉讓給運慶的兒子湛庆[2]。
- 建久7年（1196年），和康慶、運慶、快慶一起雕塑東大寺大佛脇侍（如意輪觀音像、虛空藏菩薩像）和四天王像（都在1567年（永祿10年）時燒毀）。根據《東大寺續要錄》，定覺負責如意輪觀音像（和快慶合作）和四天王中的多聞天像[3]。
- 建仁3年（1203年），和康慶、運慶、快慶一起雕刻東大寺南大門金剛力士像（日本國寶）。從吽形像的像内納入品中的經巻奧書得知，湛慶和定覺兩位大佛師共同參與製作[4]。同年11月，東大寺總供養之際，將得賞轉讓給可能是兒子或弟子的覺圓，讓他成為僧侶位階中的法橋[5]。

## 其他
雖然不得而知定覺是否有單獨的作品，但據說在東大寺中性院的彌勒菩薩立像、在京都峰定寺的釋迦佛立像，可能是定覺所作。另外，在金剛峯寺、海住山寺中，現存有被稱作是「大佛殿樣四天王像」，其忠實模仿於建久7年（1196年）所作的東大寺大佛殿四天王像之像容、身色。

## 註腳
1. ↑  根立研介. . ミネルヴァ書房. 2009: 94.
2. ↑  江村正文. . 史迹と美術. 1967, 第 37 卷: 304.
3. ↑  . 至文堂. 2004: 40.
4. ↑  大橋一章; 斎藤理恵子. . 里文出版. 2003: 169.
5. ↑  江村正文. . 史迹と美術. 1967, 第 37 卷: 306.
6. ↑  水野敬三郎「宋代美術と鎌倉彫刻」『日本彫刻史研究』所収、中央公論美術出版、1996年 ISBN 978-4-805-50308-9
7. ↑  岩田茂樹. . Museum: 国立博物館美術誌ミューゼアム. 2008.02, (612): 31.